# Linos (Unternehmen)
Die Linos war ein deutsches börsennotiertes Unternehmen, das optische Systeme sowie Komponenten für optische Geräte herstellte und verkaufte. Linos gehört seit 2006 zur französischen Qioptiq-Gruppe und ging 2010 in ihr auf; Qioptiq wiederum gehört seit 2013 zu der US-Gruppe Excelitas Technologies. Der Markenname Linos wird aber weitergeführt.

## Produktbereiche
Linos entwickelte und lieferte Geräte und Komponenten für Anwendungen in Bereichen wie Laser, Messtechnik, Medizin, Biotechnologie und Halbleiter. Beispiele hierfür waren Head-up-Displays, 3D-vermessende Dentalkameras, optische Systeme für die Augenchirurgie, Kameralösungen für Röntgenbildverstärker und Objektive für Mobiltelefone.
Im Bereich klassischer, passiver Feinoptik bot Linos Standard-Bauelemente wie Linsen, Spiegel, Prismen und Polarisatoren mit einer breiten Anzahl von Varianten an. Linos war einer der wenigen Hersteller von Faraday-Isolatoren und Pockelszellen.
Ein weiterer großer Produktbereich waren mechanische Komponenten zum Halten und Positionieren optischer Elemente. Dies reichte von einfachen Linsenfassungen über Schienen-Systeme und Spiegelhalter bis zu optischen Tischen.

## Standorte
Entwickelt und produziert wurde an den Standorten Göttingen, Feldkirchen bei München und Regen. Die ehemalige Vertriebsgesellschaft in den USA fusionierte zum 1. Januar 2009 mit der US-Tochter der Qioptiq Group zur Qioptiq Linos Inc.

## Firmengeschichte
Die Ursprünge der Linos gehen auf das Jahr 1898 zurück. In diesem Jahr wurde in Göttingen das Unternehmen Spindler & Hoyer gegründet.
1983 begann Gerd Litfin seine Tätigkeit in der Geschäftsleitung der Spindler & Hoyer GmbH.
Im Februar 1996 erwarb Litfin durch einen Management-Buy-out die Firma Spindler & Hoyer und benannte sie in Linos um. In den folgenden Jahren wurden gezielt Hersteller von Feinoptik-Komponenten erworben: unter anderem die Steeg & Reuter Präzisionsoptik und die Franke Optik Vertriebsgesellschaft in Gießen, die Gsänger Optoelektronik GmbH in Planegg sowie die Rodenstock Präzisionsoptik in München.
Im September 2000 erfolgte der Börsengang der Linos AG. Die Erstnotiz der Linos-Aktie lag bei 73 Euro, einige Tage später erreichte sie einen Höchststand von 115,10 Euro. Ein Jahr später, im September 2001, übernahm Linos den Hersteller von hochwertigen Spiegelhaltern Lees Optical Instruments Co. Inc., Boulder, Colorado/USA. Im September 2003 meldete Linos für die ersten drei Quartale 2003 einen Verlust von 8,7 Millionen Euro (EBIT). Der Kurs der Aktie sank auf 2,30 Euro.
Nach dem Verkauf des Werkes in Gießen an Jenoptik im April 2004 sowie umfangreichen Rationalisierungsmaßnahmen wurde ein Gewinn von 9,7 Millionen Euro für das Jahr 2004 erwirtschaftet. Im gleichen Zeitraum stieg der Aktienkurs allmählich wieder auf etwa 10 Euro.
Ab 2005 wurde mit einem Investitionsvolumen von rund 5,3 Millionen Euro ein Produktionszentrum in Regen gebaut und im Sommer 2006 in Betrieb genommen.
Im Oktober 2006 übernahm die Qioptiq Gruppe aus Frankreich Linos durch Kauf von mehr als 75 Prozent der Aktien.
Am 20. Dezember 2006 schloss Linos mit der Opt-co Akquisitions (heutige Qioptiq Holding Deutschland GmbH) einen Beherrschungs- und Gewinnabführungsvertrag ab. Diesem Vertrag stimmte die Hauptversammlung von Linos am 6. Februar 2007 zu.
Auf der Hauptversammlung am 25. August 2008 wurde ein Squeeze Out beschlossen, zu dem Zeitpunkt hielt Qioptiq bereits mehr als 95 Prozent der Linos-Aktien. Seit August 2009 ist die Linos nicht mehr an der Frankfurter Wertpapierbörse notiert. Am 24. November 2010 wurde die Qioptiq Beteiligungs GmbH auf die Gesellschaft verschmolzen (Eintragung im Handelsregister am 21. Dezember 2010). Gleichzeitig erfolgte die Umfirmierung von Linos in Qioptiq.
Die ehemaligen Linos-Gesellschaften gehören zur Photonic Systems Division (PSD) von Qioptiq – einer von drei Bereichen des Konzerns. Hier waren Ende 2009 an den Standorten Göttingen, Feldkirchen (München), Regen, Asslar, Hamble (UK) und Rochester (NY, USA) 869 Mitarbeiter beschäftigt. Die Photonic Systems Division erzielte im Jahr 2009 Umsätze von rund 40 Prozent des Gesamtumsatzes von Qioptiq.